# 吳巨敦
吳巨敦（：／ Oh Keo-don；1948年10月28日—），韓國公務員、政治家，曾擔任釜山廣域市長。

## 生涯
1948年生於釜山。
2005年進入盧武鉉政府，擔任大韓民國海洋水産部長官，2006年辭官代表開放國民黨參選釜山市長，但敗選。2014年以無黨籍身分參選釜山市長，又敗於徐秉洙，直到2018年復仇成功，當選釜山市長。
2020年4月23日，因性騷擾女下屬醜聞，辭去釜山市長並遭到共同民主黨開除黨籍。隔年6月20月，檢方依據被害人證詞及相關證據，以涉嫌強制猥褻、強制猥褻未遂、強制猥褻致傷、誣告等罪嫌，求處吳巨敦7年有期徒刑。2021年6月29日南韓釜山地方法院刑6庭對吳巨敦性騷擾案作出一審宣判，判處其有期徒刑3年，當庭逮捕。